# 黄宏 (演员)
黄宏（1960年5月25日—），男，黑龙江哈尔滨人，中国演员，一级演员、中国曲艺家协会副主席，专业技术三级文职军官，多次在春节联欢晚会亮相。曾任解放军八一电影制片厂厂长、第十二屆全国政协委员。老师为相声演员马季。其父黄枫为山东快书表演艺术家，曾任黑龙江广播电视文工团团长，黑龙江省曲艺团党委书记。

## 生平
黄宏出生于黑龙江哈尔滨，13岁时入伍，曾就读辽宁大学哲学系（专科）、解放军艺术学院表演系（本科）、北京大学艺术学系（硕士研究生）。
曾任中国曲艺家协会副主席、解放军总政治部歌舞团一级演员、解放军八一电影制片厂厂长。2008年，当选第十一届全国政协委员，代表文化艺术界，分入第二十七组。
2012年7月，因担任八一电影制片厂厂长这一行政职务，从专业技术三级以上文职干部改为现役军官，被授予少将军衔。2015年3月4日，媒体报道其已被免去八一电影制片厂厂长职务。据媒体披露，黄宏曾集中了各种资源、调动济南军区军事力量拍摄影片《目标战》。该片排了6000多场，黄宏声称影片拍摄共消耗空包弹5万发，炮弹、火箭弹数十枚，炸药3000公斤，油料60余吨。但最后的票房收入只有24万，甚至不及黄宏宣传时提到的那“60多吨油料”的开销。美国之音指有消息称，八一电影制片厂长黄宏和北京军区战友文工团原团长刘斌都是徐才厚提拔的。
2015年3月27日开始，一度有大量坊间传闻称黄宏落马被抓。后因其陆续出席了中国曲协节目、93大阅兵庆典及央视7套中秋节晚会等而被证伪。在媒体报道中有消息称，“我们也询问过上级主管部门黄宏的情况，领导们都表示黄宏没有问题”、“相信黄宏随时可以复出”。

## 艺术特色
黄宏艺术特色多以讽刺时弊为主，如《超生游击队》讽刺计划生育，《开锁》则讽刺认证不认人的问题等。《打气儿》讲述改革开放工人下岗，《打扑克》讽刺了当时的社会风气

## 历年春节联欢晚会小品
黄宏多次在春节联欢晚会中饰演东北打工仔，并且经常反映出农民工的形象，深得大众的好评。
- 1989年 《招聘》 搭档：笑林、师胜杰、方青卓
- 1990年 《超生游击队》(元旦节联欢晚会) 搭档：宋丹丹
- 1990年 《难兄难弟》 搭档：严顺开
- 1991年 《手拉手》 搭档：宋丹丹
- 1992年 《秧歌情》 搭档：宋丹丹
- 1993年 《擦皮鞋》 搭档：魏积安
- 1994年 《打扑克》 搭档：侯耀文
- 1995年 《找焦点》 搭档：杨蕾
- 1996年 《今晚直播》 搭档：徐帆
- 1997年 《鞋钉》 搭档：巩汉林
- 1998年 《回家》 搭档：宋丹丹
- 1999年 《打气儿》 搭档：句号
- 2000年 《小站故事》 搭档：凌峰
- 2001年 《家有老爸》 搭档：林永健
- 2002年 《花盆》 搭档：巩汉林、凯丽
- 2003年 《足疗》 搭档：牛莉、沈畅
- 2004年 《兄弟》 搭档：程煜
- 2005年 《装修》 搭档：巩汉林、林永健
- 2006年 《邻居》 搭档：巩汉林、刘亚津、林永健
- 2007年 《考验》 搭档：牛莉、雷恪生
- 2008年 《开锁》 搭档：巩汉林、林永健、董卿。其中一段「證明我就是我」的段子，調侃了中國的奇葩證明民生問題。
- 2009年 《黄豆黄》 搭档：魏积安、巩汉林、黄晓娟
- 2010年 《美丽的尴尬》 搭档：巩汉林、林永健、金玉婷
- 2011年 《聪明丈夫》 搭档：陈数、孙涛、凯丽
- 2012年 《荆轲刺秦》 搭档：邵峰、沙溢

## 电影
- 2001年《二十五个孩子一个爹》（导演、主演）
- 2007年《倾城》（导演、主演）